# Os Espiões
Os Espiões é o sexto livro de Luís Fernando Verissimo, foi escrito em 2009 e publicado pela Editora Objetiva.

## Enredo
O protagonista é formado em Letras e trabalha em uma editora, porém, é um escritor frustrado a ponto de ironizar autores consagrados como Miguel de Cervantes, Flaubert e Marcel Proust. Em uma segunda-feira de ressaca, o protagonista recebe um envelope misterioso contendo o original de uma suposta autora chamada Ariadne.
A partir desse momento, o narrador e seus colegas de bebedeira envolvem-se na história desse enigma: Ariadne. Isso dá origem à Operação Teseu, um plano de resgate a uma suposta suicida e, ainda, uma possível chance de redenção para os espiões amadores.
O romance pode ser lido como o mito de Ariadne ao contrário. Nele, Ariadne atrai o narrador (um moderno Dionísio) para dentro de um labirinto.

## Intertextualidade
O romance "Os Espiões" está repleto de intertextos. 
O narrador-protagonista, com a admiração por romances policiais e sequências de espionagem, sonha em ser um John le Carré brasileiro; o pai de Ariadne lhe dá esse nome devido a sua paixão pelo pintor Giorgio de Chirico, por sua vez, um obcecado pelo mito de Ariadne; um dos personagens (o professor Fortuna) está sempre criticando Immanuel Kant ou Virginia Woolf. Mal sabem os ingênuos espiões que, na verdade, quem estava a atraí-los para esse labirinto de Minotauro era Sylvia Plath.